# Solo (browar)
Solo (grec. Σόλο) – grecki browar kontraktowy z Heraklionu. Wszystkie swoje piwa warzą w norweskim browarze Arendals Bryggeri, wyjątkiem była pierwsza warka wyprodukowana w Cretan Brewery. Piwowarem oraz założycielem browaru jest Kjetil Jikiun, założyciel browaru Nøgne Ø i jego dawny piwowar.
Solo współpracowało z wieloma browarami, m.in. z polskim AleBrowarem, browarami z Chin, Norwegii, Hiszpanii i innych.
Browar posiada lokal patronacki w Retimno o nazwie Brick’s ... Your Cretan Beerhouse

## Historia
Browar został założony w 2015 roku przez norweskiego emerytowanego pilota samolotu i wieloletniego piwowara Nøgne Ø, Kjetila Jikiuna, premierowe piwo - India Pale Lager zadebiutowało w październiku na festiwalu piwa Zytognosia, uwarzone wyjątkowo w browarze Cretan Brewery. Piwo to nie weszło do stałej oferty. Wszystkie kolejne piwa, z wyjątkiem kooperacyjnych, powstawały w browarze Arendals Bryggeri.
Kolejne piwa browar przedstawił w cyklu wydarzeń organizowanych od 28 do 30 marca w trzech miastach: Heraklionie, Atenach oraz Salonikach. Cykl ten browar określa swoją premierą.

## Produkty

### Regularna oferta
Piwa produkowane na stałe przez browar.
| Nazwa piwa              | Styl           | Esktrakt [°P] | Alk. [% obj.] | IBU |
| ----------------------- | -------------- | ------------- | ------------- | --- |
| Amerikana (Αμερικανα)   | pale ale       | 14            | 6             | 30  |
| Furiaris (Φουριαρης)    | double IPA     | 22            | 10            | 100 |
| Choriatiki (Χωριατικη)  | saison         | 18            | 6,5           | 25  |
| O askianos (Ο ασκιανος) | porter         | 16            | 7             | 30  |
| Psaki (Ψακι)            | india pale ale | 17            | 7,5           | 50  |
| To skotidi (Το σκοτιδι) | imperial stout | 22            | 9             | 75  |

### Piwa sezonowe
Piwa warzone jedynie w wybranym okresie roku.
| Nazwa piwa                      | Styl                                | Esktrakt [°P] | Alk. [% obj.] | IBU | Użyte odmiany chmielu | Dodatki                        |
| ------------------------------- | ----------------------------------- | ------------- | ------------- | --- | --------------------- | ------------------------------ |
| 13os Apostolos (13ος Αποστολος) | spiced Belgian Easter inspired brew | 20            | 11            | 30  | Citra                 | trawa cytrynowa, pieprz czarny |
| Hoppy Summer                    | session IPA                         | 11            | 4,5           | 20  |                       |                                |
| Talassa (Θαλασσα)               | gose                                | 10            | 4,5           | 12  |                       | ziarna kolendry, sól morska    |
| Protagonist #1                  | imperial stout                      | 35            | 15            | 100 |                       |                                |

### Piwa kooperacyjne
Piwa będące wynikiem kooperacji z innymi browarami.
| Nazwa piwa                     | Styl                 | Esktrakt [°P] | Alk. [% obj.] | IBU | Użyte odmiany chmielu | Dodatki                                                         | Inne                                                                          |
| ------------------------------ | -------------------- | ------------- | ------------- | --- | --------------------- | --------------------------------------------------------------- | ----------------------------------------------------------------------------- |
| Dini (Δίνη)                    | New England IPA      | 15            | 6             | 35  | Vic Secret, Galaxy    |                                                                 | Kooperacja z browarem Satyr Brews.                                            |
| Gruit Vibrations Dark          | gruit                |               | 5,6           |     |                       | lawenda, kwiaty róży dzikiej, gałązki sosny, owoce bzu czarnego | Kooperacja z norweskim browarem Kissmeyer oraz niemieckim browarem Freigeist. |
| Gruit Vibrations Pale          | gruit                |               | 5,6           |     |                       | rokitnik, gorzkie pomarańcze, owoc dzikiej róży                 | Kooperacja z norweskim browarem Kissmeyer oraz niemieckim browarem Freigeist. |
| Independent Stout              | imperial stout       |               | 8,5           |     |                       |                                                                 | Kooperacja z norweskim Bådin.                                                 |
| Lacto No More                  | sour ale             |               |               |     |                       |                                                                 | Kooperacja z rosyjskim Victory Art Brew.                                      |
| Sunergatikē (Συνεργατική)      | imperial pilsner     | 22            | 9,5           |     |                       |                                                                 | Kooperacja z greckim browarem Cretan Brewery.                                 |
| Hoppy Saison                   | saison               |               | 8,5           |     |                       |                                                                 | Kooperacja z hiszpańskim browarem Maians.                                     |
| Saint No More 2015             | black double rye IPA |               |               |     |                       |                                                                 | Kooperacja z polskim AleBrowarem.                                             |
| Tiao Dong Hu Cretan IPA        | india pale ale       |               | 6,5           | 40  |                       | owoce wiśni, herbata Pu Erh                                     | Kooperacja z chińskim browarem Wuhan no.18                                    |
| Fotia (Φωθια) Wuhan Hot Porter | porter               |               | 5,5           | 30  |                       | wędzone papryczki chilli z prowincji Kuejczou                   | Kooperacja z chińskim browarem Wuhan no.18                                    |

### Gin
Browar w swojej ofercie posiada również gin o nazwie Craft Gin.

## Nagrody i wyróżnienia

### 2017

#### Barcelona Beer Challenge
1. O Askianos - złoty medal w kategorii American porters[27].